# 林口線

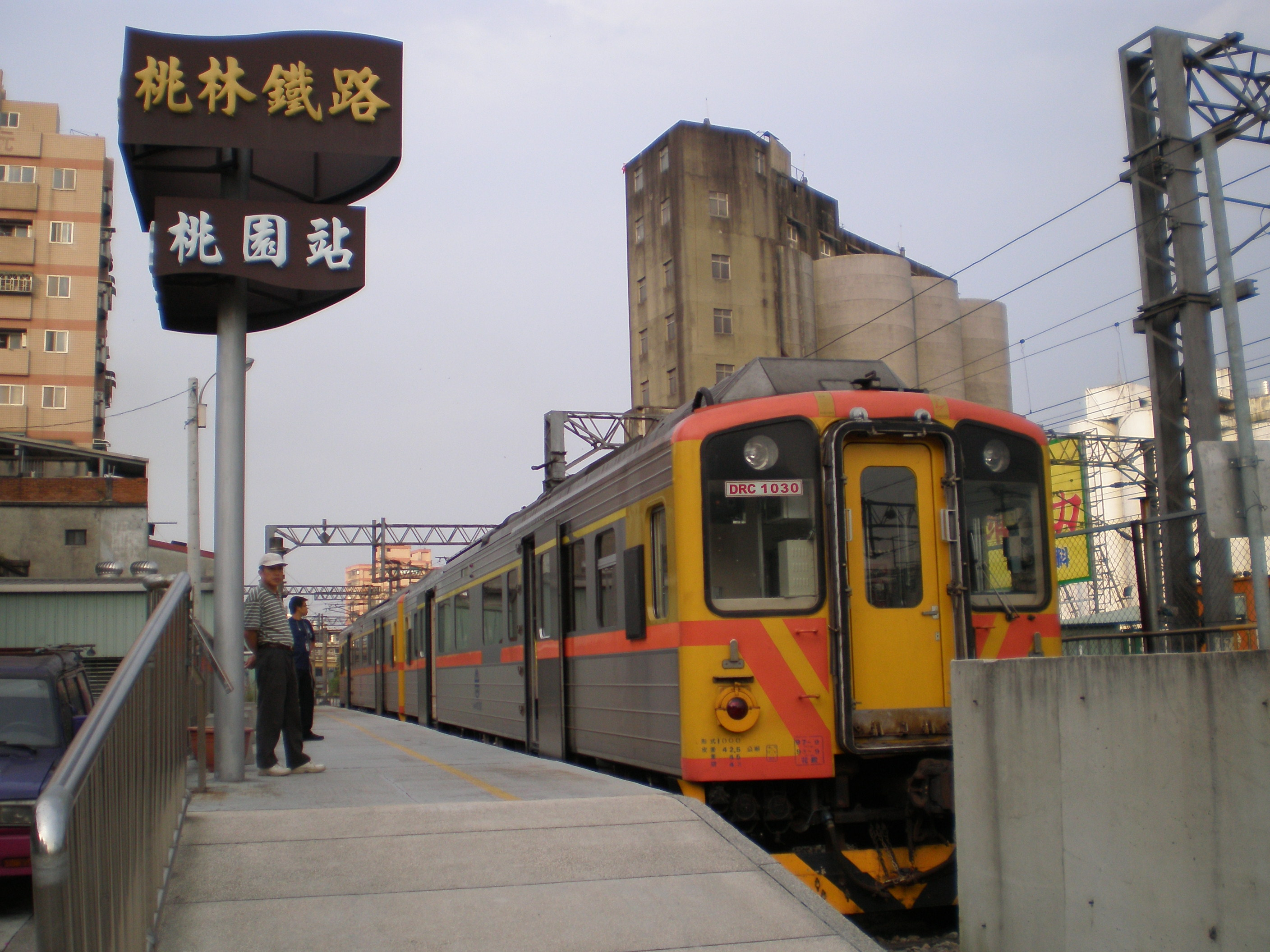
林口線桃園車站月台，以DR1000型柴油客車行駛

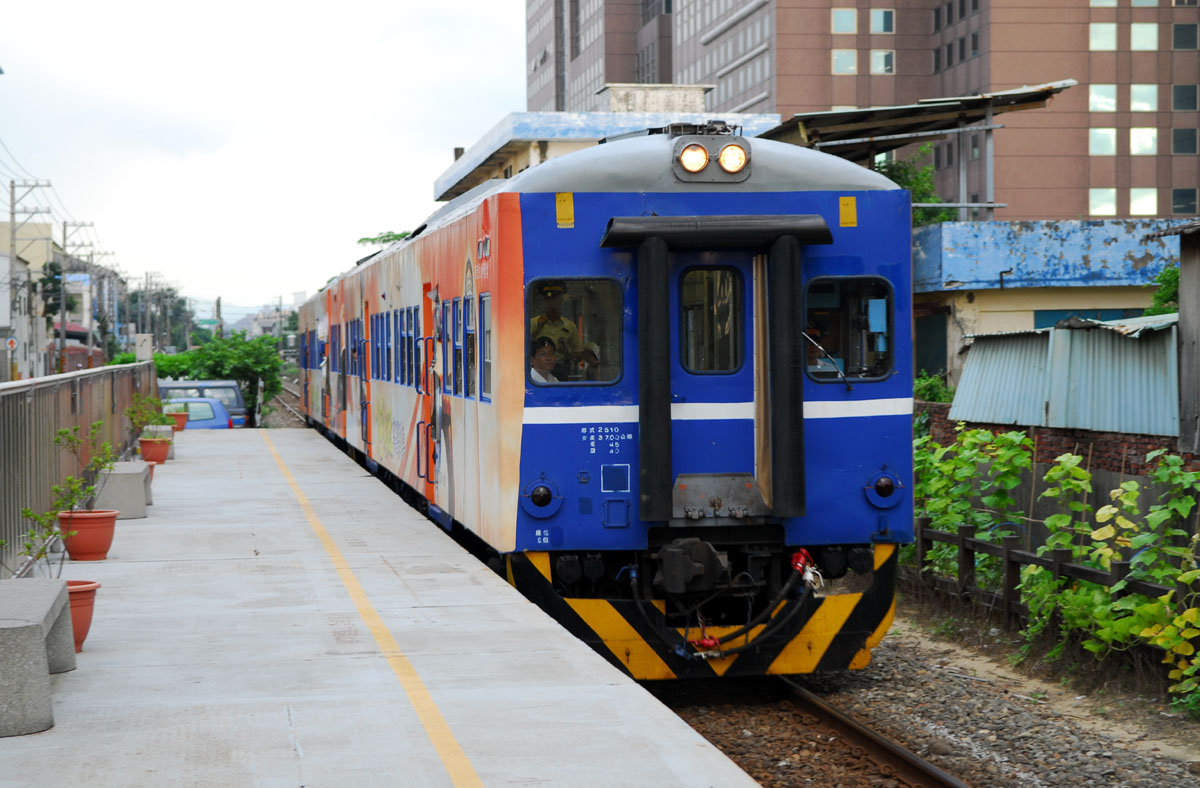
林口線（桃林鐵路）上主要使用的DR2510型柴油客車，攝於南祥站

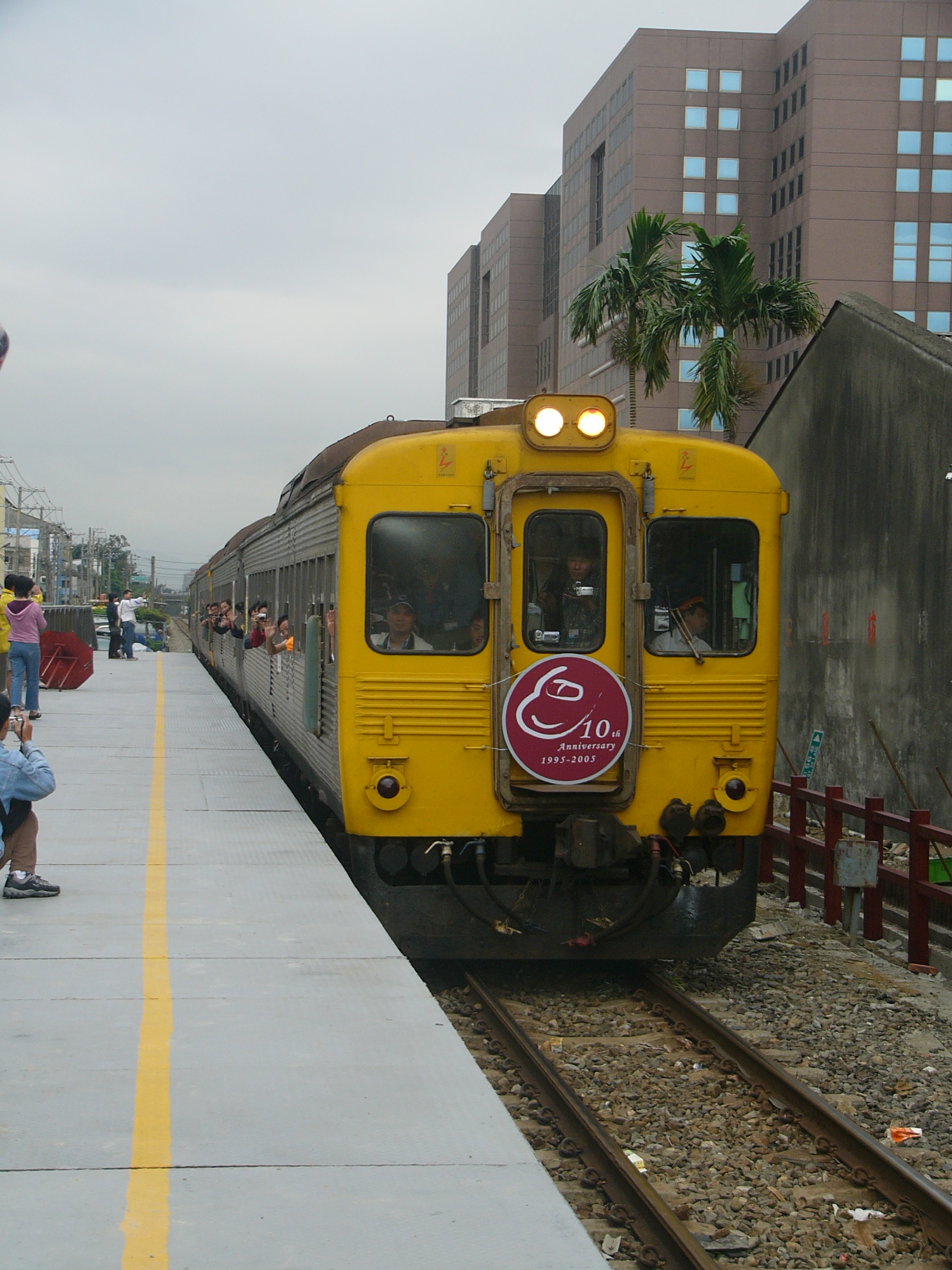
初試辦客運時曾短暫使用DR2700型柴油客車。

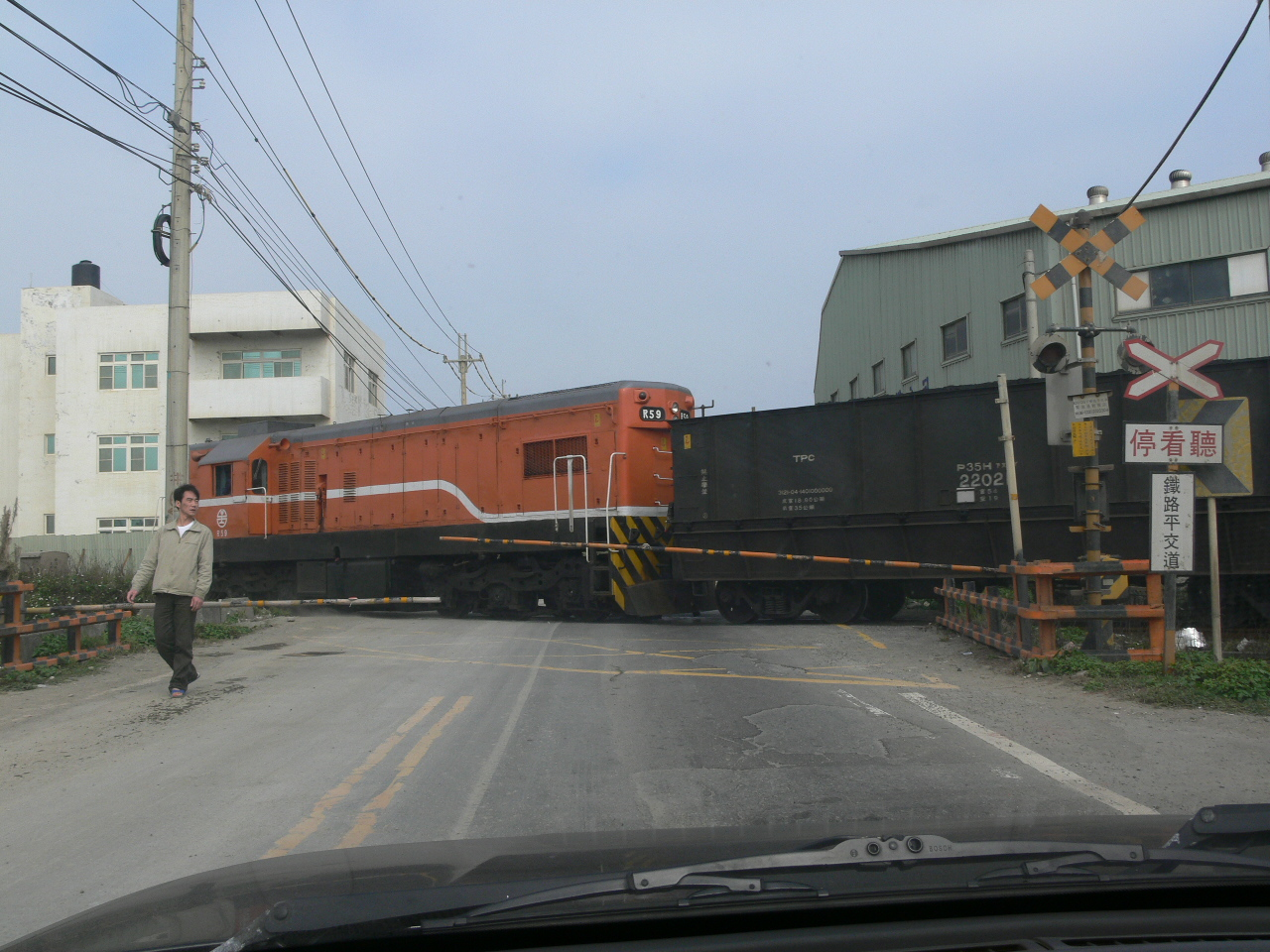
運煤列車。

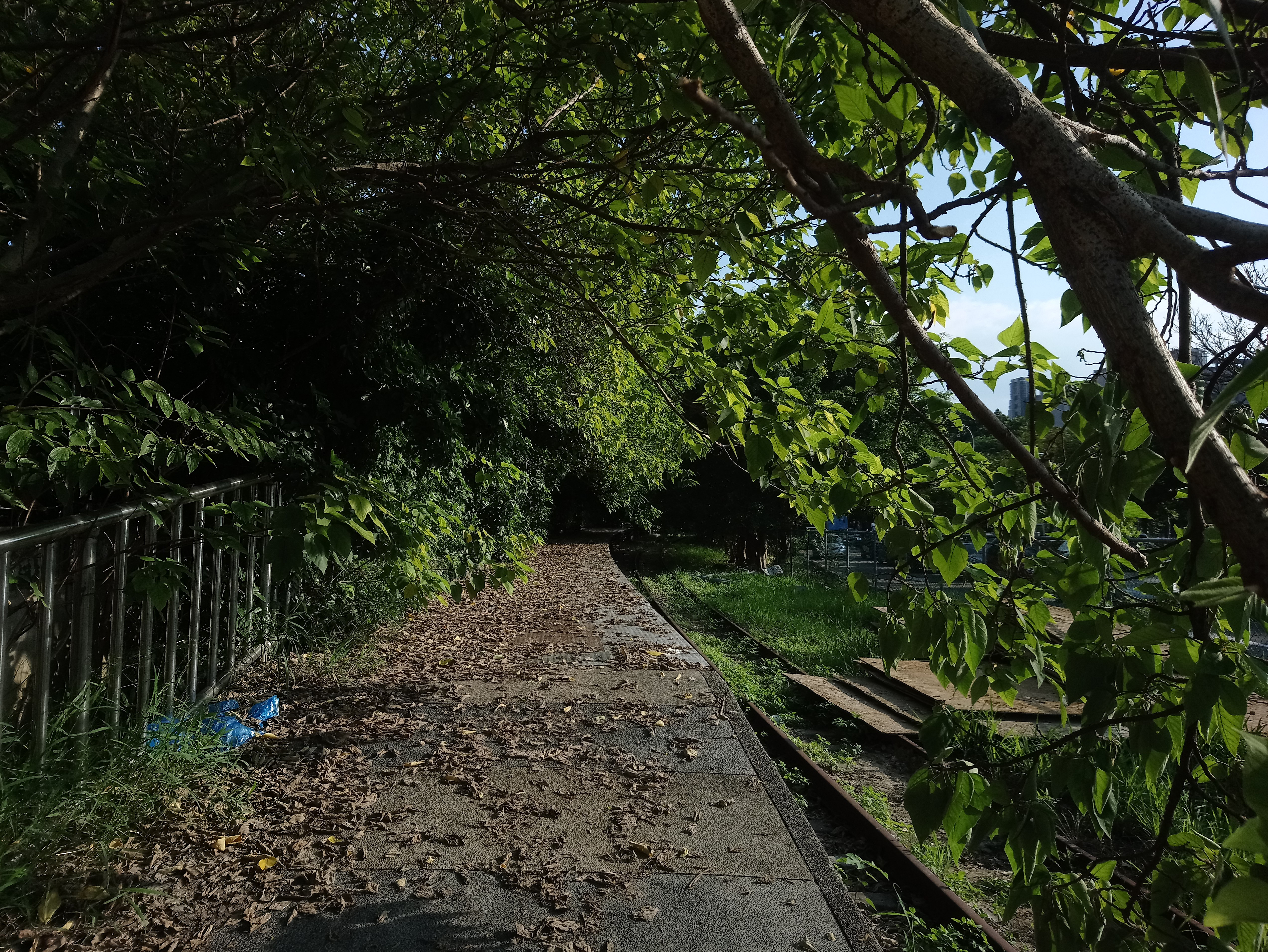
廢止後的桃園高中車站。

林口線是一條曾由臺灣鐵路管理局（臺鐵）所經營的鐵路支線，原本是為了載運燃煤至林口火力發電廠及附近水泥及化工工廠而設置，於1968年1月1日通車。2005年，桃園縣政府以合作方式向臺鐵租用兩列列車，並由其出資在林口線沿線增設數個簡易的客運車站。因整條路線幾乎都位於桃園縣（今桃園市），僅有末端位於台北縣林口鄉（今新北市林口區），為強調該路線不完全位於桃園縣，當時桃園縣政府命名為桃林鐵路，從同年10月27日起行駛免費客運列車服務沿線居民。
因配合縱貫線桃園鐵路高架化計畫（今地下化計畫），林口線原預計於2013年1月1日停駛，後因彈性假期提前於2012年12月28日停駛客運列車，貨運列車則於2012年12月31日停駛。
2018年，桃園市政府推動「臺鐵林口線路廊活化工程」，將林口線改建成桃林鐵馬道。

## 路線資料
- 經營管轄：臺灣電力公司林口火力發電廠（路線與貨運部分），臺灣鐵路管理局（興建部分）、桃園縣政府（客運部分）
- 路線距離：桃園＝林口間 18.4 公里
- 軌距：1,067 毫米
- 車站數：9（含起訖車站及2個貨運車站）
- 開業時間：1968年1月1日全線開通；2005年10月27日客運業務開始。[1]
- 廢止時間：2012年12月28日（客運）、2012年12月31日（貨運）
- 雙線區間：無，全線單線
- 電化區間：無
- 主要用於運輸臺電要送往林口火力發電廠的燃煤，及附近水泥工廠。而隨著臺灣經濟發展，加上公路運輸的機動性與普遍性優於鐵路，停駛前只剩下燃煤的貨物運輸，直到臺電專用港口啟用。

## 歷史
- 1966年：2月確定路線，同年10月興建。
- 1967年：興建完成。
- 1968年：3月營運[7]。
- 2005年10月27日：開始試辦客運，一日二往復。[1]
- 2009年8月10日：增設海山、海湖兩車站。
- 2012年1月31日至2月4日：因平交道維修，停駛客運列車。
- 2012年12月28日：客運列車結束營運。
- 2012年12月31日：運煤列車結束營運。
- 2020年9月4日：桃園市政府捷運工程局2年前開始分4標活化台鐵林口線路廊，最後完成的成功路至大坑路段正式開放通行[8]。

## 概要
林口線的興建主要與林口火力發電廠所需煤原料的運輸需求有關；由於沿線工廠林立，所以也兼辦其他貨運業務。路線完工後初期沿線居民稀少，因此僅設置五福、林口二座車站；一度試行客運列車後即無疾而終。不過數十年後，沿線桃園市蘆竹區南崁等地發展迅速，公路容量迅速飽和；加上鄰近的臺灣桃園國際機場有興建聯外軌道系統的構想，使得客運化、高架化、電氣化與路線進入臺灣桃園國際機場的計畫浮出檯面，但最後胎死腹中。
林口線原本是為了自臺中港載運燃煤至林口火力發電廠而特別設置的貨運支線，2004年10月8日，為培養客源以利實現未來捷運化的構想，在桃園縣縣長朱立倫與臺鐵的溝通下，臺鐵局局長徐達文允諾「全力支持配合」，並預計於2005年的上半年開行，最後，在桃園縣政府主導下，林口線自2005年10月28日起以「桃林鐵路」的名義展開營運，並以合作方式向臺鐵租用了兩節列車並由縣政府出資在該線增設數個簡易車站，行駛免費客運列車服務沿線的居民。林口線距離臺灣桃園國際機場極近，沿線線型與機場捷運預定路線相比較為良好，也沒有路線爬升坡度過大的疑慮，全國各地乘客也可經由臺鐵路線到達臺灣桃園國際機場，服務範圍廣；有些人認為若林口線改建為機場鐵路，則臺鐵必須將桃園車站至台北車站（甚至至南港車站）區間升級為三線鐵路甚至四線鐵路，此觀點在於臺鐵營運上造成影響的突發事故（如號誌故障）過於頻繁，列車經常性誤點的情形亦未能有效改善，認為其經營機場直達列車的能力必須建立在較佳的硬體條件上。由於此區間擴充困難、又對臺鐵以複線營運效率的不信任，加上機場捷運新北市境內預定路線沿線居民、地方民代與土地開發業者反彈壓力的影響，林口線升級方案最終未獲採納，而使得機場捷運於海山地區與本線交叉經過。
雖然路線升級的方案未能實現，但桃園縣政府仍編列預算修建月臺，並以租用方式向臺鐵借調了兩節柴油客車。原本預定於2005年9月28日起試辦短程客運，以培養客源，但最後因部分場站工程來不及完成，而延宕至同年10月27日舉行通車典禮（當時列車也僅行駛至桃園高中車站），直到10月28日才正式通車。在使用的車輛方面，通車初期（2005年8月至2006年1月間）因為桃園縣政府實際向臺鐵租用的DR2510型柴油客車（車輛編號DR2511、DR2512）尚未整理完畢，暫時使用DR2700型柴油客車兩節行駛，直到2006年1月才正式啟用；如果車輛進廠維修，則會暫時調用平溪線之DR1000型冷氣柴油客車代駛。除此之外，中華民國鐵道文化協會在正式通車前，曾於2005年10月23日舉辦活動，包車（DR2700型柴油車4節）進入本線。
林口線客運化後受到居民好評，但由於煤運需要而無法增加班次。須至2008年臺北港全部完工後，煤運改由海運後才能進一步規畫新班次或路線改善。原計畫2006年底客運路線延伸並加設海山、海湖兩車站，但最終延宕至2009年8月10日才正式納入營運。
2006年1月20日出版的臺鐵時刻表首次出現林口線客運時刻表（前一版為2005年9月30日出版，當時林口線尚未辦理客運），但林口線的英語名稱誤譯為「Linco Line」並延續數版。2007年5月8日版本再誤作「Likou Line」，到2008年5月15日版本才改為依通用拼音的「Linkou Line」。
2012年12月28日客運列車停駛，同年12月31日貨運列車停駛。桃園縣政府曾規劃在停駛期間將該線闢建為公車專用道，並附帶自行車道或人行設施，後本決定改建為公車專用道及市區道路，但在地方爭取下，改建為自行車專用道活化。

## 運行形態
- 貨運：運煤列車至林口火力發電廠。
- 客運：屬於試辦性質，一日僅有二個班次的列車往返。
- 時刻表：（2012年4月25日版）

下行
| 車次     | 1902  | 1904  |
| -------- | ----- | ----- |
| 桃園     | 06:55 | 17:10 |
| 桃園高中 | 07:00 | 17:15 |
| 寶山     | 07:05 | 17:20 |
| 南祥     | 07:15 | 17:30 |
| 長興     | 07:24 | 17:39 |
| 海山     | 07:29 | 17:44 |
| 海湖     | 07:33 | 17:48 |

上行
| 車次     | 1901  | 1903  |
| -------- | ----- | ----- |
| 海湖     | 07:48 | 18:03 |
| 海山     | 07:53 | 18:08 |
| 長興     | 07:58 | 18:13 |
| 南祥     | 08:07 | 18:22 |
| 寶山     | 08:17 | 18:32 |
| 桃園高中 | 08:22 | 18:37 |
| 桃園     | 08:27 | 18:42 |

- 星期六、日因貨運列車作業繁忙，客運列車停駛。
- 例假日（如端午節）因無通勤需求亦停駛。
- 2012年12月28日：客運列車結束營運。

## 使用車輛
- 貨運：運煤列車、水泥列車
- 客運：初期使用DR2700型日本東急製柴油客車（原光華號車廂），2005年12月26日起改用DR2510型（車身編號DR2511與DR2512），但若DR2510型進廠維修則會使用DR1000型冷氣柴客代跑；目前因DR2510型維修困難，缺料問題嚴重，已呈報停用。所以改為DR1000型來行駛。若DR1000型支援平溪線加班車或進廠檢修導致車輛數不足時，則會以DR2700型代駛。
- 2011年2月17日及2月18日，因原DR1000型林口線用車全數支援平溪天燈活動的加班車之故，所以從東部調派兩組DR2700型（DR2725+DR2711，DR2725為端面塗裝復舊車）到西部代駛林口線。

## 車站一覽
（註：車站等級：分為特等、一等、二等、三等、甲簡、乙簡、丙簡、簡易、招呼、號誌）
| 車站名稱 （國音電碼） | 注音二式 （漢語拼音）      | 營業里程 桃園起 | 等級 | 續接／交會路線及備註                                                                           | 所在地 | 所在地 |
| --------------------- | -------------------------- | --------------- | ---- | ---------------------------------------------------------------------------------------------- | ------ | ------ |
| 桃園（ㄊㄩ）          | Taoyuan                    | 0.0             | 招呼 | 歸桃園車站管理，月台位於桃園車站站區外100公尺處                                                | 桃園市 | 桃園區 |
| 桃園高中              | Taoyuan Senior High School | 2.09            | 招呼 | 桃園市立桃園高級中學旁鄰接                                                                     | 桃園市 | 桃園區 |
| 寶山                  | Baushan （Baoshan）        | 4.03            | 招呼 | 因位於寶山街上而得名                                                                           | 桃園市 | 桃園區 |
| 南祥                  | Nanshiang （Nanxiang）     | 8.25            | 招呼 | 鄰近桃園市立南崁高級中學位於南祥路旁而得名                                                     | 桃園市 | 龜山區 |
| 五福                  | Wufu                       | 9.8             | 貨運 | 為林口線最先設置的車站之一                                                                     | 桃園市 | 蘆竹區 |
| 長興                  | Changshing （Changxing）   | 11.73           | 招呼 | 鄰近長興路而得名                                                                               | 桃園市 | 蘆竹區 |
| 海山                  | Haishan                    | 13.85           | 招呼 | 靠近桃園機場捷運山鼻站 ；鄰近海山路而得名                                                      | 桃園市 | 蘆竹區 |
| 海湖                  | Haihu                      | 15.63           | 招呼 | 客運終點；因所在地海湖村而得名                                                                 | 桃園市 | 蘆竹區 |
| 林口（ㄌㄣㄎ）        | Linkou                     | 19.5            | 貨運 | 林口線終點，位於林口火力發電廠卸貨處；舊名下寮，通車不久以所在地鄉名改稱林口，但距林口鬧區仍遠 | 新北市 | 林口區 |

## 接續路線
- 桃園：縱貫線
- 過去接續路線
  - 糧食局桃園碾米廠側線 [19]
  - 台鹽製鹽廠側線 [19]
  - 中油公司桃園煉油總廠側線[20]
  - 嘉新水泥桃園廠側線 [19]
  - 台灣水泥桃園廠側線[19]
  - 大洋塑膠公司側線[19]

## 外部連結
- 桃林鐵路 年底前新增「海湖」及「山腳」兩站（中國時報）
- 桃林鐵路 後年開辦觀光列車（聯合報）